# PLU-код

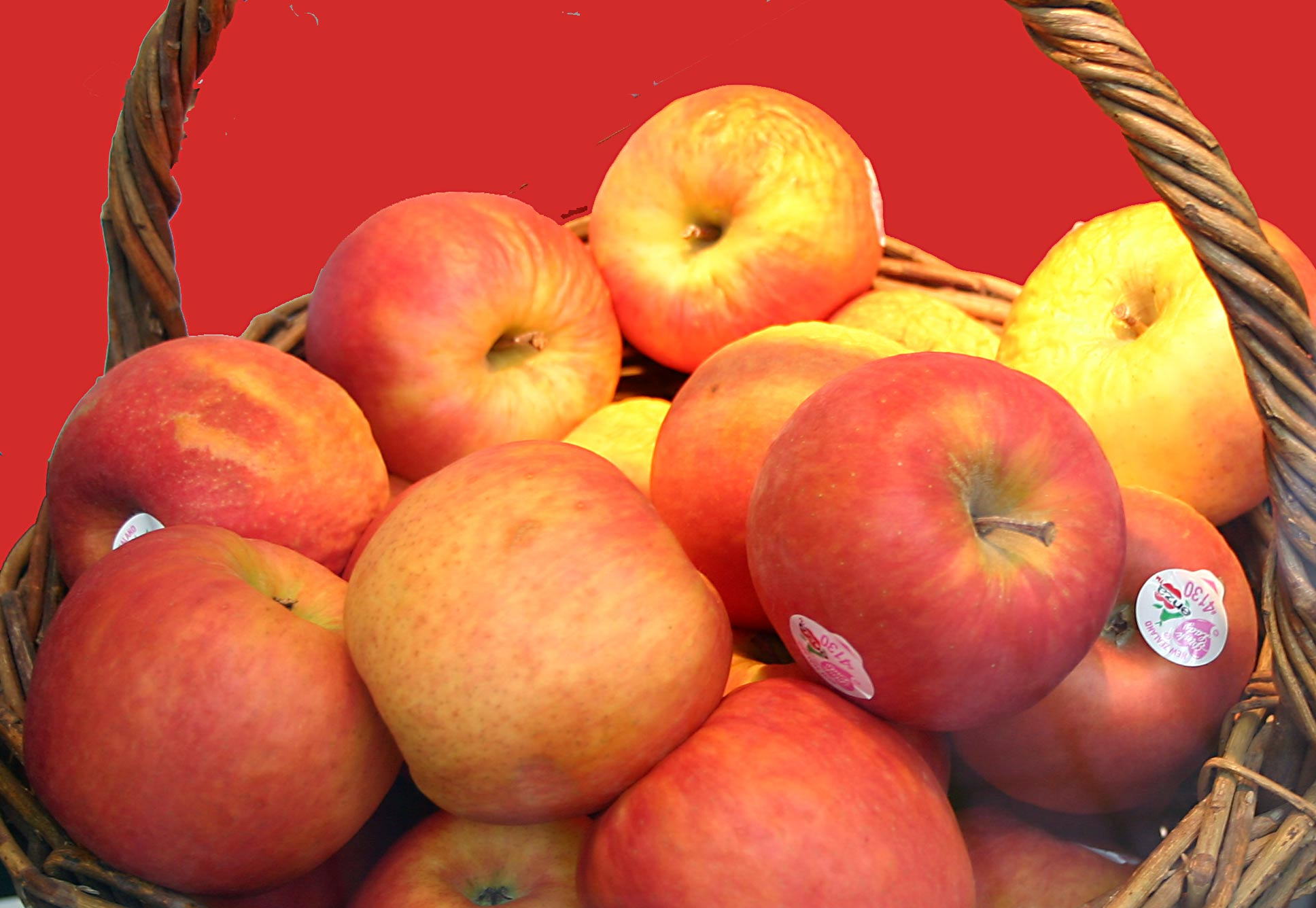
Наклейки PLU з номером 4130, що ідентифікує їх як великі яблука

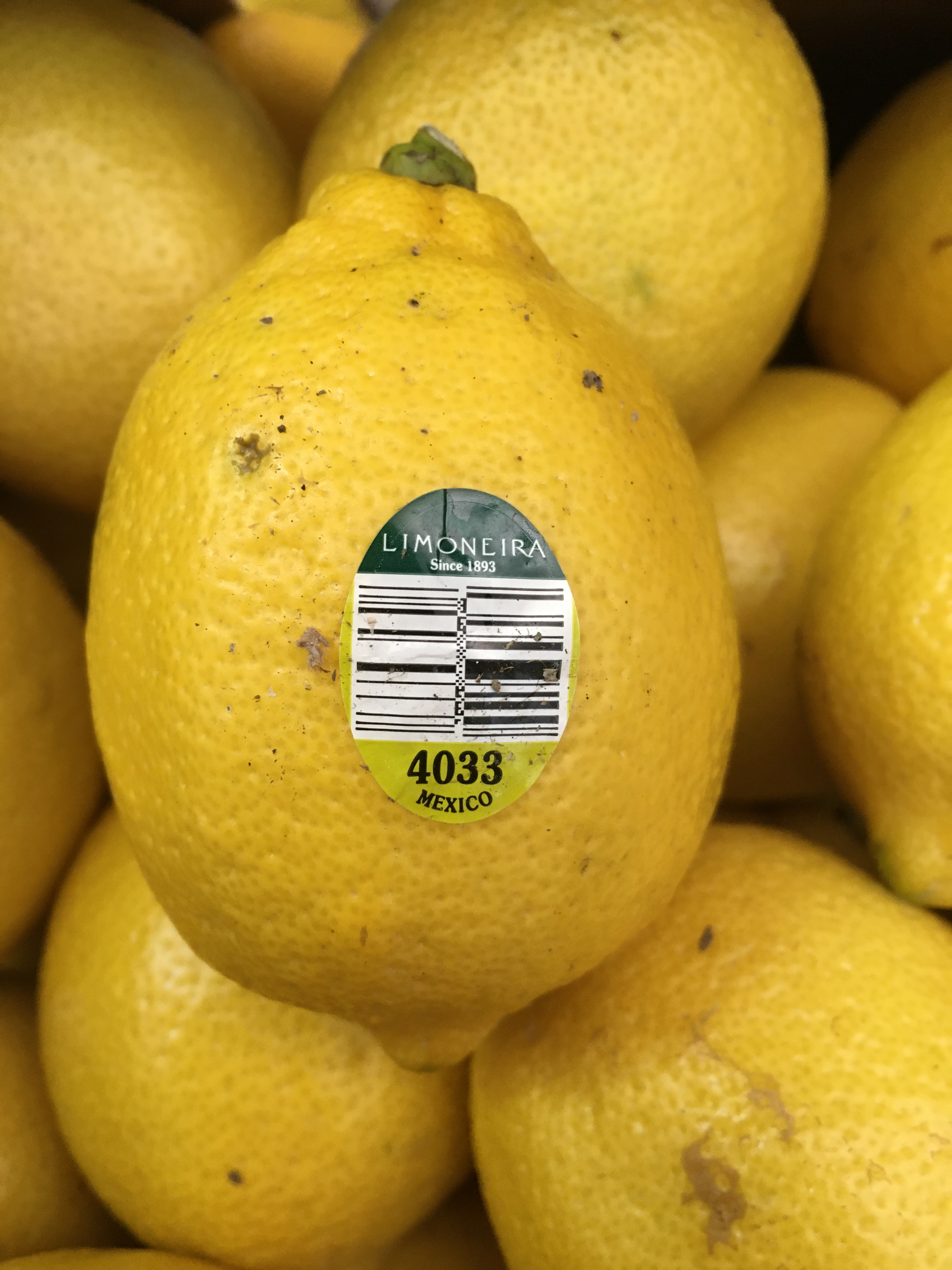
PLU код 4033 призначений для звичайних маленьких лимонів, які продаються в США

Код PLU (англ. Price Look Up) — 4-х або 5-значний номер, що розташовується на маленькій етикетці, прикріпленій до кожної одиниці товару в великих супермаркетах та овочесховищах.

## Загальний опис
Код PLU створила Міжнародна федерація кодування продукції, що діє з 2001 р. в Канаді.
Федерація, яка об'єднує виробників фруктів і овочів з усього світу, розробляє глобальний стандарт для міжнародного коду PLU. Ця робота координується Асоціацією маркетингу продукції.
Коди PLU використовуються для свіжих фруктів і овочів, що продаються оптом. Номеру передує символ # (наприклад, # 4011 = банани). Касир вводить цей номер в касовий апарат, і комп'ютер робить обчислення.

З ростом обсягів продажів у роздрібній торгівлі касирам стає все складніше ідентифікувати товари без кодів PLU. Код PLU використовується роздрібними продавцями Канади і США, а продавці інших країн — Австралії, Данії, Швеції та Японії виявили інтерес до впровадження цієї системи.
Код PLU призначається при дотриманні наступних умов:
1. Продукт повинен бути свіжим плодом або овочем, окремо представленим або у зв'язці, який продається на вагу або поштучно в необробленому вигляді в роздрібних магазинах.
2. Різновид продукції повинен бути широко визнаним. Наприклад, яблуко Granny Smith відрізняється від Golden Delicious. Різновидам присвоюються окремі коди, так як потенційно вони продаються за різними цінами.
3. Якщо необхідна градація за розміром, заявник повинен вказати точний розмір продукції (наприклад, маленький, середній, великий, дуже великий).
4. Продукція повинна бути стандартним товаром, який поставляють багато виробників. Коди не призначаються для продукції, яка випускається одним виробником або однією юридичною особою. Цей критерій особливо важливий, коли фрукти і овочі випускаються на ринок під торговою маркою[1].

Органічні продукти відрізняються цифрою 9, що передує стандартному 4-значному коду PLU (9xxxx). Також, свого часу «8» була призначена для маркування продукції, що містить ГМО, однак, виробники так і не наважились позначати свою продукцію, оскільки з маркетингових причин не хотіли зізнаватись у ГМО-продукції. Саме тому призначення «8» змінилось і більше не означає ГМО.